# Born Free (album Kid Rock)
Born Free è il nono album in studio del rocker Kid Rock. È stato pubblicato il 16 novembre 2010 e il primo singolo dell'album è Born Free, dal quale l'album prende il nome. L'album è il risultato di una collaborazione tra Rick Rubin e altri artisti del calibro, come T.I., Sheryl Crow e Bob Seger. Questo è il primo album di Kid Rock non pubblicato dalla Parental Advisory. Kid Rock l'ha descritto come "Un blues molto strutturale, basato sul rock and roll".

## Tracce
Tutte le tracce sono state scritte e composte da R. J. Ritchie e da Marlon Young, eccetto dove segnato.
1. Born Free
2. Slow My Roll
3. Care (voce di Martina McBride e T.I.) (Ritchie, Young, Clifford Harris)
4. Purple Sky (Ritchie, Young, J. Boland)
5. When It Rains
6. God Bless Saturday
7. Collide (voce di Sheryl Crow e Bob Seger al piano)
8. Flyin' High (voce di Zac Brown)
9. Times Like These
10. Rock On
11. Rock Bottom Blues
12. For the First Time (In a Long Time)

## Approvazioni

### Critiche
Alla sua pubblicazione, Born Free ha ricevuto recensioni positive da parte di molti critici musicali. Su Metacritic, che ha assegnato una valutazione neutrale in oltre 100 recensioni dai migliori critici, l'album ha ricevuto un punteggio medio di 63, basato su 10 interviste, che indicano le "recensioni generalmente favorevoli". Questo album è stato inserito nella classifica di Rolling Stone alla 16ª posizione nella lista dei 30 Migliori Album del 2010.

## Formazione
- Kid Rock - voce principale, chitarra
- Marlon Young - chitarra principale
- David Hidalgo - chitarra
- Matt Sweeney - chitarra
- Justin Meldal-Johnsen - basso
- Chad Smith - batteria, percussioni
- Benmont Tench - tastiere, piano
- Blake Mills - banjo, chitarra

### Altri collaboratori
- Bob Seger - piano in "Collide"
- Sheryl Crow - voce in "Collide"
- Zac Brown - voce in "Flying High"
- T.I. - voce in "Care"
- Martina McBride - voce in "Care"